# Pass the Ammo
Pass the Ammo est un film américain réalisé par David Beaird, sorti en 1988.

## Fiche technique
- Titre : Pass the Ammo
- Réalisation : David Beaird
- Scénario : Joel Cohen et Neil Cohen
- Production : Mort Engelberg, David Streit et Bill Yahraus
- Musique : Carter Burwell
- Photographie : Mark Irwin
- Pays d'origine : États-Unis
- Format :  Couleurs
- Genre : Comédie
- Durée : 93 minutes
- Date de sortie : 1988

## Distribution
- Bill Paxton : Jesse Wilkes
- Linda Kozlowski : Claire
- Tim Curry : Rev. Ray Porter
- Annie Potts : Darla
- Dennis Burkley : Big Joe Becker
- Leland Crooke : le shérif Rascal Lebeaux
- Glenn Withrow : Arnold Limpet
- Anthony Geary :  Stonewall
- Brian Thompson : Kenny Hamilton